# Serébrianye Prudý
Serébrianye Prudý (en ruso: Сере́бряные Пруды́) es una localidad del óblast de Moscú, en Rusia. Centro administrativo del raión homónimo, está ubicada a orillas del río Osiotr. Cuenta con una población de 8900 habitantes (2010). 
Entre los centros administrativos de raiones del óblast de Moscú, es el que se encuentra más al sur y a más distancia de Moscú.

## Historia
Serébrianye Prudý (lit. Estanque plateado) fue mencionada por primera vez en las crónicas de 1571. Bajo el Imperio ruso, fue una aldea de la gubernia de Tula. Se convirtió en centro administrativo de raión en 1924. In 1929, Serébrianye Prudý fue transferida al óblast Central Industrial, que en 1937 fue repartido, con la aldea regresando a la administración del óblast de Tula. Solo pasó al óblast de Moscú en 1942. Alcanzó el estatus de pueblo (posiolok) en 1961.

## Transporte
La localidad está conectada con la autopista M6 (Moscú–Astrajan) y la línea de ferrocarril Moscú–Volgogrado.